# Buczki (województwo zachodniopomorskie)
Buczki (przed 1945 r. niem. Schönfelde) – osada w Polsce położona w województwie zachodniopomorskim, w powiecie białogardzkim, w gminie Tychowo. W latach 1975–1998 osada należała do województwa koszalińskiego. Według danych UM na dzień 31 grudnia 2014 roku osada miała 55 stałych mieszkańców. Osada wchodzi w skład sołectwa Pobądz.
Osada leży ok. 1,5 km na północny wschód od Pobądza.

## Zabytki
Do wojewódzkiego rejestru zabytków wpisany jest:
- park dworski z dojazdową aleją klonową prowadzącą do dworu, z końca XIX wieku, skromny z rodzimym drzewostanem

inne zabytki:
- dwór, dawny dom zarządcy z końca XIX wieku. Budynek wzniesiony na rzucie prostokąta, dwukondygnacyjny, przykryty dachem dwuspadowym.

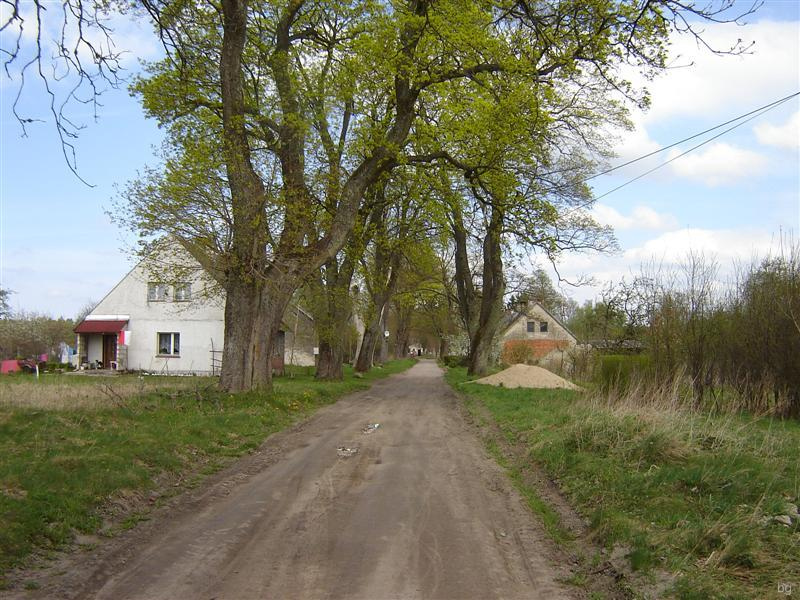
Wjazd do osady